# São Gonçalo
São Gonçalo je obec nacházející se v brazilském státě Rio de Janeiro. Nachází se v severovýchodním zálivu Guanbara, v metropolitní oblasti Ria de Janeira.

## Osobnosti
- José de Almeida Batista Pereira (1917–2009), katolický biskup v Guaxupé
- Mayuto Correa (* 1943), hudebník
- Roberto Miranda (* 1944), fotbalista
- Bismarck Barreto Faria (* 1969), fotbalista
- Claudia Leitte (* 1980), zpěvačka
- Carlos Henrique dos Santos Souza (* 1983), fotbalista
- Paulo Marcos de Jesus Ribeiro (* 1986), fotbalista
- Rodrigo Souza (* 1987), fotbalista
- Bamba Anderson (* 1988), fotbalista
- Matheus Dória (* 1994), fotbalista
- Vinícius Júnior (* 2000), fotbalista